# Simone Thomalla
Simone Thomalla (ur. 11 kwietnia 1965 w Lipsku) – niemiecka aktorka i śpiewaczka. Występuje również w słuchowiskach. Pierwsze doświadczenia aktorskie zdobyła na planie serialu Durchreise – Die Geschichte einer Firma jako praktykantka Monika Helmholtz. Szerszej publiczności dała się poznać jako komisarz śledcza Eva Saalfeld w serialu Tatort. Rozgłos uzyskała grając rolę wiejskiej urzędniczki socjalnej Katji Baumann w ponad 40 odcinkach serialu kanału ZDF pt. Frühling. 

## Życiorys
Simone Thomalla urodziła się 11 kwietnia 1965 roku w Lipsku jako córka pochodzącego z Rybnika scenografa Alfreda Thomalli i fotomodelki Eriki Thomalli. Wychowywała się w Poczdamie.
W 1988 r. poznała aktora teatralnego André Vettersa, rok później w ich związku urodziła się córka Sophia. Para pobrała się w 1991 r., a po czterech latach doszło do rozwodu. W latach 1995–1999 Thomalla spotykała się z aktorem Svenem Martinkiem, a od 1999 r. jej partnerem był Rudolf Assauer, z którym zamieszkała w Gelsenkirchen. Razem nakręcili spoty reklamowe dla browaru Veltins. Za produkcję Überraschung otrzymali w 2006 r. w kategorii Bester Werbespot mit Prominenten niemiecką nagrodę Goldene Kamera. Oprócz tego regularnie występowali w show Typisch Frau – Typisch Mann na kanale RTL. Para rozstała się w 2009 roku.
W latach 2009–2021 była w związku z piłkarzem ręcznym, reprezentantem Niemiec Silvio Heinevetterem.
Jest zaangażowana w charytatywny projekt Prominence for Charity w ramach UNICEFu. W 2010 r. jej zdjęcia ukazały się w lutowym wydaniu niemieckiego Playboya, a w jego październikowym wydaniu z 2015 r. znalazła się wraz córką na okładce czasopisma po zdobyciu tytułu Deutschlands 25 schönste Stars.

## Kariera
Pierwotnie chciała zostać pianistką. Rozpoczęła naukę w szkole teatralnej Hochschule für Schauspielkunst Ernst Busch, gdzie uczęszczała do specjalnej klasy muzycznej. Debiut filmowy miała w 1982 r., jeszcze w czasach NRD, jako Franziska Lammertin u boku Reimara Johannesa Baura i Irmy Münch w filmie telewizyjnym Abgefunden. W 1986 r. śpiewała w chórku popowego zespołu Jessica.
Debiut teatralny miała w 1987 r. w berlińskim Metropol-Theater w rockowym musicalu Rosa Laub. W ciągu następnych dwóch lat występowała na scenie drezdeńskiego Staatsschauspiel Dresden m.in. w Intrydze i miłości Friedricha Schillera i w Przebudzeniu się wiosny Franka Wedekinda.
W filmowej satyrze DEFY Zwei schräge Vögel wystąpiła w 1989 r. w roli Petry Anschuetz. W latach 90. XX w. miała szereg stałych ról w serialach telewizyjnych. W Agentur Herz występowała w latach 1991–1992, od 1993 do 1995 r. grała rolę Reginy Holle w Unser Lehrer Doktor Specht. Przełom w jej karierze nastąpił w 1993 r. po roli stażystki Moniki Helmholtz w sześcioodcinkowym miniserialu ZDF Durchreise – Die Geschichte einer Firma. W 1996 otrzymuje własny serial Mona M. – Mit den Waffen einer Frau, w którym gra rolę głównej bohaterki, prokuratorki Mony Moreny. W latach 1997–1999 gra w serialu Ärzte pediatrkę. W tym okresie występuje również w serialu Tatort, w odcinkach Berliner Weiße (1998) i Bienzle und die blinde Wut (1999). 
W latach dwutysięcznych Thomalla występuje wielokrotnie w filmach telewizyjnych. Tylko czasami pokazywała się w serialach, w drugoplanowych rolach, m.in. Der letzte Zeuge, Siska, Der Alte, Kobra – oddział specjalny i Der Bulle von Tölz. W dramacie erotycznym Anna H. – Geliebte, Ehefrau und Hure zagrała obok Doreen Jacobi i Thure Riefenstein, obok Saschy Hehn w Fremde Frauen küsst man nicht, w Am Anfang war die Eifersucht ze Stephanem Schwartzem, obok Dietera Pfaffa i Rity Russek Ein Vater zum Verlieben (2001) oraz wraz z Friedrichem von Thunem w Unser Papa, das Genie (2002). 
Dalsze role filmowe Thomalla miała w wielokrotnie nagradzanym dramacie młodzieżowym Bis aufs Blut – Brüder auf Bewährung (2010), gdzie grała rolę matki młodego narkomana z Würzburga, który za handel narkotykami musi iść do więzienia. W komedii kanału Sat.1 Bei manchen Männern hilft nur Voodoo (2010) odtwarzała postać Doris Günther, którą mąż otumania za pomocą leków psychotropowych. W filmie ZDF Familie Fröhlich – Schlimmer geht immer (2010) pojawiła się u boku Jürgena Tarracha jako żona bezrobotnego, starająca się utrzymać rodzinę na powierzchni za pomocą wieczornych wyprzedaży. W filmie ARD w reżyserii Thomasa Nennstiela Die Erfinderbraut z 2013 r. zagrała tytułową rolę sprzątaczki Alexandry Fuchs, która pokazało swój wynalazek, miernik świeżości produktów spożywczych, biznesmenowi Gregorowi Sandowi, granemu przez Ulricha Noethena. W tym samym roku wystąpiła obok Svena Martinka w filmie Nach all den Jahren jako pisarka. 
W maju 2008 r. zadebiutowała w serialu Tatort, grając w siedemsetnym oficjalnym odcinku pt. Todesstrafe i do 2015 r. występowała wraz z Martinem Wuttke w lipskim duecie Saalfeld i Keppler w MDR. 
Od czerwca 2011 r. można było ją zobaczyć w serialu ZDF Frühling jako wiejską pracownicę socjalną Katję Baumann. Thomalla wzięła też udział wraz z Andreą Berg i Birgit Schrowange w nagraniu covera utworu Herberta Grönemeyera p.t. Männer, który pojawił się w styczniu 2013 r. na płycie Abenteuer – 20 Jahre Andrea Berg.

## Filmografia

### Kino
- 1983: Romeo und Julia auf dem Dorfe
- 1988: In einem Atem
- 1989: Zwei schräge Vögel
- 1990: Die Sprungdeckeluhr
- 1992: Cosimas Lexikon
- 2010: Bis aufs Blut – Brüder auf Bewährung[8]

### Fernsehen
- 1982: Abgefunden (film telewizyjny)
- 1988: Telefon 110 – odcinek Der Mann im Baum (serial telewizyjny)
- 1989: Immensee (film telewizyjny)
- 1990: Die kriegerischen Abenteuer eines Friedfertigen (film telewizyjny)
- 1991: Der Zwerg im Kopf (film telewizyjny)
- 1993: Durchreise – Die Geschichte einer Firma (sześcioodcinkowy serial telewizyjny)
- 1993–1995: Ein Bayer auf Rügen (serial telewizyjny, 24 odcinki)
- 1993–1995: Unser Lehrer Doktor Specht (serial telewizyjny, 10 odcinków)
- 1994: Das Phantom – Die Jagd nach Dagobert (film telewizyjny)
- 1994: Liebe am Abgrund (film telewizyjny)
- 1994–1997: Frauenarzt Dr. Markus Merthin (serial telewizyjny, 25 odcinków)
- 1996: Mona M. – Mit den Waffen einer Frau (serial telewizyjny, 14 odcinków)
- 1997: Das Recht auf meiner Seite (film telewizyjny)
- 1997–1999: Ärzte: Kinderärztin Leah (serial telewizyjny, 6 ocinków)
- 1998: Wie eine Spinne im Netz (film telewizyjny)
- 1998: Blutjunge Liebe – und keiner darf es wissen (film telewizyjny)
- 1998: Tatort: Berliner Weiße (serial telewizyjny)
- 1999: Am Anfang war der Seitensprung (film telewizyjny)
- 1999: Männer aus zweiter Hand (film telewizyjny)
- 1999: Tatort odcinek Bienzle und die blinde Wut
- 2000: Anna H. – Geliebte, Ehefrau und Hure (film telewizyjny)
- 2000: Der letzte Zeuge (serial telewizyjny, 2 odcinki)
- 2000–2005: Siska (serial telewizyjny, 2 odcinki)
- 2000–2006: Der Alte (serial telewizyjny, 2 odcinki)
- 2001: Fremde Frauen küsst man nicht (film telewizyjny)
- 2001: Am Anfang war die Eifersucht (film telewizyjny)
- 2001: Ein Vater zum Verlieben (film telewizyjny)
- 2002: Unser Papa, das Genie (film telewizyjny)
- 2003: Mama macht's möglich (film telewizyjny)
- 2003: Der Pfundskerl (serial telewizyjny, odcinek Mord im Zoo)
- 2004–2007: Ein Fall für den Fuchs (serial telewizyjny, 6 odcinków)
- 2005: Der Ferienarzt (Fernsehserie, Folge ... auf Teneriffa)
- 2005: Brücke zum Herzen (film telewizyjny)
- 2005: La Dolce Rita (film telewizyjny)
- 2005: Donna Leon – Beweise, dass es böse ist (serial telewizyjny)
- 2005: Der Bulle von Tölz: Der Weihnachtsmann ist tot (serial telewizyjny)
- 2006: Alarm für Cobra 11 – Die Autobahnpolizei (serial telewizyjny, odcinek Das Versprechen)
- 2006: Entführ’ mich, Liebling! (film telewizyjny)
- 2007: Frühstück mit einer Unbekannten (film telewizyjny)
- 2007: Ein Teufel für Familie Engel (film telewizyjny)
- 2008–2015: Tatort, 21 odcinków
- 2009: Liebe macht sexy (film telewizyjny)
- 2010: Die Rosenheim-Cops (serial telewizyjny, 2 odcinki)
- 2010: Bei manchen Männern hilft nur Voodoo (film telewizyjny)
- 2010: Familie Fröhlich – Schlimmer geht immer (film telewizyjny)
- 2010: Aschenputtel (film telewizyjny)
- od 2011: Frühling – 42 odcinki jako Katja Baumann
- 2013: Die Erfinderbraut (film telewizyjny)
- 2013: Nach all den Jahren (film telewizyjny)
- 2014: Sprung ins Leben (film telewizyjny)
- 2018: Doppelzimmer für drei (film telewizyjny)[9]